# Vila Medeiros
Vila Medeiros est un district situé dans la zone nord de la ville de São Paulo et appartient à la sous-préfecture de Vila Maria-Vila Guilherme.
Situé entre Vila Maria, Vila Guilherme, Tucuruvi, Jaçanã, Itapegica et Ponte Grande. Les deux derniers, appartenant à Guarulhos.

## Histoire
Vila Medeiros a été fondée en 1924, avec la subdivision réalisée par Companhia Paulistana de Terrenos. Le premier lot de futurs districts municipaux est venu avec Vila Guilherme fondée en 1912 et Vila Maria fondée en 1917.
Le nom de celui-ci aurait pour origine la famille Medeiros de Jordão, qui a acquis la région en 1909.
La population du district est en baisse depuis les années 1980. Selon les données de la mairie de São Paulo, Vila Medeiros comptait environ 162 000 habitants en 1980. Vingt ans plus tard, la population est tombée à un peu plus de 140 000. Dans la dernière mesure, en 2004, la population était d'environ 135 mille personnes. Pourtant, c'est l'une des densités de population les plus élevées de la ville.
Le nombre de ménages a également chuté de 40 283 à 39 323 entre 1991 et 1996.
En 2002, une étude du Sécretariat du développement, du travail et de la solidarité de la municipalité sous l'administration de Marta Suplicy, qui a utilisé une méthodologie similaire à celle utilisée par l'Organisation des Nations Unies pour l'indice de développement humain, a montré que l'indice de développement humain de Vila Medeiros était 0,491, 61e sur 96 districts de la ville. Selon la méthodologie, il s'agissait d'un taux très faible (de région Africaine). Les données se réfèrent à l'année 2000,.
En 2007, le Secrétariat du travail de l'administration Gilberto Kassab, utilisant une autre méthodologie, a lancé l'Atlas du travail et du développement de la ville de São Paulo, qui indiquait un nouvel IDH pour Vila Medeiros, de 0,836. L'indice est considéré comme élevé.

## Quartiers
Ils font partie du territoire du 7.7 km² du district 13 quartiers, ce sont : Vila Medeiros, Vila Sabrina, Vila Ede, Vila Munhoz, Jardim Brasil, Jardim Guançã, Jardim Julieta, Conjunto Promorar Fernão Dias, Jardim Neida, Vila Alegria, Vila Elisa, Vila Luísa, Parque Novo Mundo (partie).

## Districts et municipalités limitrophes
- Guarulhos (Est)
- Jaçanã (Nord-Est)
- Tucuruvi (Nord-Ouest)
- Vila Guilherme (Sud-Ouest)
- Vila Maria (Sud)